# 359
Римська імперія об'єднана під правлінням Констанція II. У Китаї правління династії Цзінь. В Індії починається період імперії Гуптів. У Японії триває період Ямато. У Персії править династія Сассанідів.
На території лісостепової України Черняхівська культура. У Північному Причорномор'ї готи й сармати. Історики VI століття згадують плем'я антів, що мешкало на території сучасної України приблизно з IV сторіччя.

## Події
- Перський шах Шапур II розпочав вторгнення в Південну Вірменію. Після 73 днів облоги йому вдалося взяти місто Аміда, але через великі втрати перський наступ призупинився.
- Констанцій II скликає в Ріміні церковну раду, на яку зібралося 400 єпископів Заходу, східні єпископи проводять паралельну раду в Селевкії. Однак, остаточного вирішення проблеми аріанства досягти не вдалося. Папа Ліберій відмовився підписувати новий символ віри.

## Народились
- Стіліхон
- Граціан, майбутній римський імператор.